# Gallirallus rovianae
Gallirallus rovianae é uma espécie de ave da família Rallidae.
É endémica das Ilhas Salomão.
Os seus habitats naturais são: florestas subtropicais ou tropicais húmidas de baixa altitude, matagal húmido tropical ou subtropical e plantações .